# صنوبر إليوتي
صنوبر إليوتي أو صنوبر السبخات (الاسم العلمي:Pinus elliottii) هو نوع من النباتات يتبع جنس الصنوبر من فصيلة الصنوبرية.

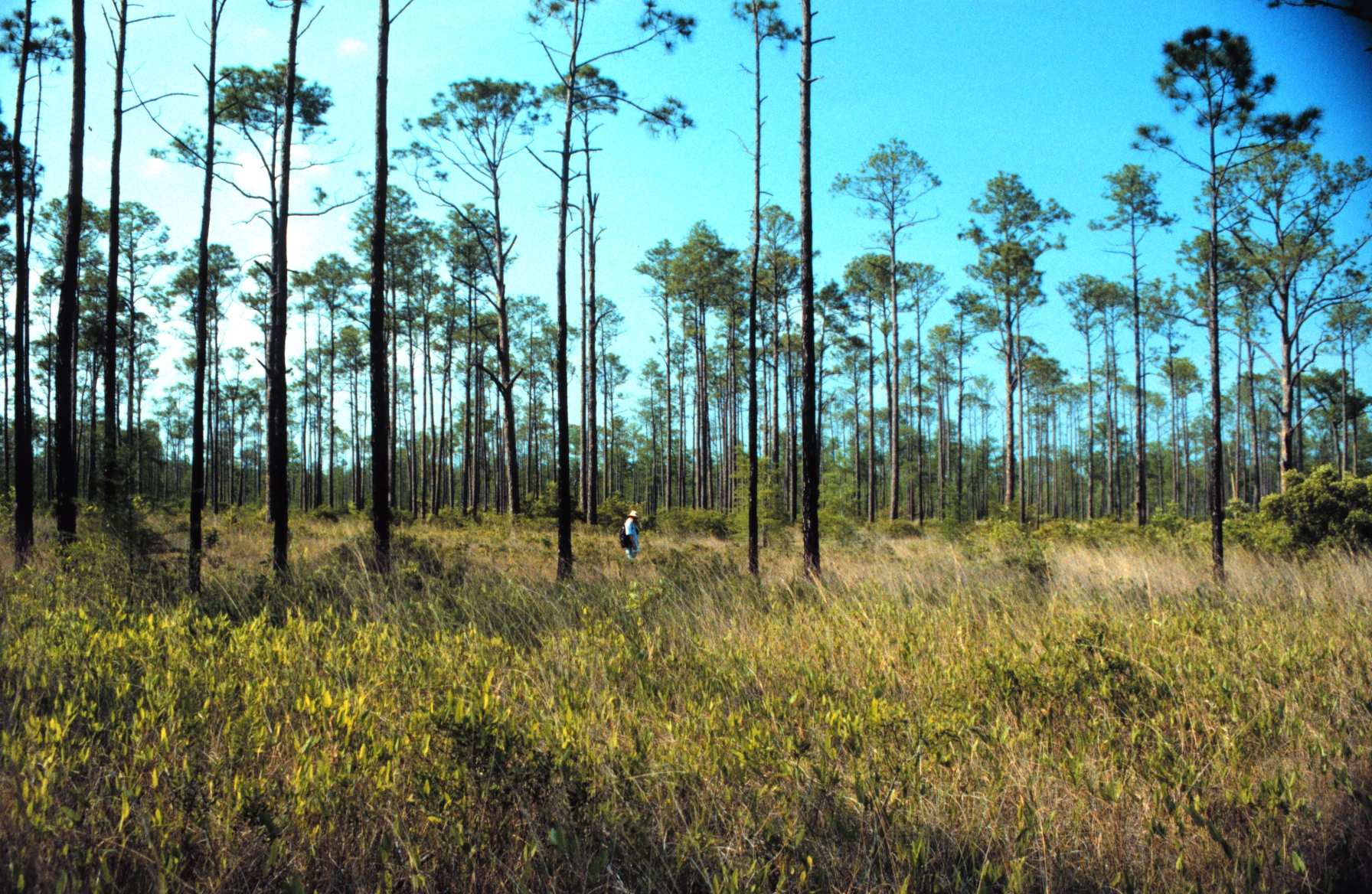
Grand Bay National Estuarine Research Reserve – maritime slash pine Pinus elliottii savanna on the Mississippi and Alabama state line near Bayou Heron (1998)